# K.K. Partizan 1975-1976
Questa pagina raccoglie le informazioni riguardanti il Košarkaški klub Partizan nelle competizioni ufficiali della stagione 1975-1976.

## Roster
| N° | Naz.                  | Ruolo | Sportivo           |  | Alt. |  |
| -- | --------------------- | ----- | ------------------ |  | ---- |  |
| 4  | Jugoslavia (bandiera) | P     | Dragan Todorić     |  | 187  |  |
| 5  | Jugoslavia (bandiera) | G     | Dragan Kićanović   |  | 191  |  |
| 6  | Jugoslavia (bandiera) |       | Goran Latifić      |  | 184  |  |
| 7  | Jugoslavia (bandiera) | A     | Dušan Kerkez       |  | 194  |  |
| 8  | Jugoslavia (bandiera) |       | Dragan Đukić       |  |      |  |
| 9  | Jugoslavia (bandiera) | C     | Milenko Babić      |  |      |  |
| 10 | Jugoslavia (bandiera) | C     | Josip Farčić       |  | 200  |  |
| 11 | Jugoslavia (bandiera) | C     | Miodrag Marić      |  |      |  |
| 12 | Jugoslavia (bandiera) |       | Branimir Popović   |  |      |  |
| 13 | Jugoslavia (bandiera) | P     | Boris Beravs       |  | 183  |  |
| 14 | Jugoslavia (bandiera) |       | Vojislav Višekruna |  |      |  |
| 15 | Jugoslavia (bandiera) | A     | Dražen Dalipagić   |  | 197  |  |
|    | Jugoslavia (bandiera) |       | Dragan Milutinović |  |      |  |
|    | Jugoslavia (bandiera) |       | Dušan Pavlović     |  |      |  |
|    | Jugoslavia (bandiera) |       | Žarko Žulović      |  |      |  |
|    | Jugoslavia (bandiera) | All.  | Borislav Ćorković  |  |      |  |